# Jeans (álbum)
Jeans es el nombre del álbum debut homónimo del grupo mexicano Jeans. Fue lanzado al mercado por EMI a finales de octubre de 1996. 
Este álbum vendió alrededor de 80 000 copias y fueron lanzados para su promoción: «Pepe», «Me pongo mis Jeans», «Tal vez», «Nueva generación» y «Te quiero». Este fue el único álbum en el que participaron Litzy y Tabatha, ya que abandonaron el grupo entre Mayo y septiembre de 1997.

## Lista de canciones
| Jeans |                                      |          |  |
| N.º   | Título                               | Duración |  |
| 1.    | «Me pongo mis jeans»                 | 3:50     |  |
| 2.    | «Te quiero»                          | 3:21     |  |
| 3.    | «Nueva generación»                   | 3:44     |  |
| 4.    | «Tal Vez»                            | 3:54     |  |
| 5.    | «Me ha llegado el amor»              | 3:43     |  |
| 6.    | «¿Dónde estás?»                      | 3:51     |  |
| 7.    | «Pepe»                               | 3:17     |  |
| 8.    | «Mi primer amor»                     | 3:04     |  |
| 9.    | «Muero por ti»                       | 4:25     |  |
| 10.   | «Quería decirte (Volevo Dirti)»      | 3:40     |  |
| 11.   | «Ring Ring (Monta En Mountain Bike)» | 3:48     |  |

- Datos: Q5928919